# Mary Beth Hughes

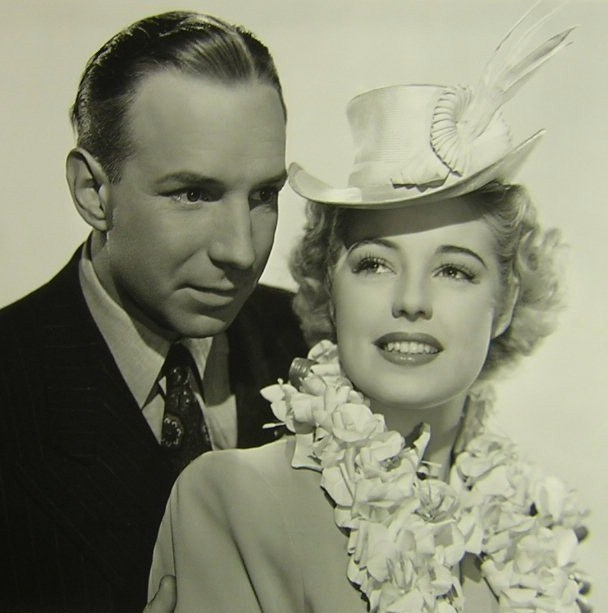
Con Lloyd Nolan en Blue, White and Perfect (1942)

Mary Beth Hughes (Alton, Illinois, 13 de noviembre de 1919-27 de agosto de 1995) fue una actriz teatral, cinematográfica y televisiva estadounidense, principalmente conocida por su trabajo en producciones de serie B.

## Biografía

### Inicios
Su nombre completo era Mary Elizabeth Hughes, y nació en Alton, Illinois, siendo sus padres George Joseph Hughes y Mary Frances Hughes. En el año 1923 se divorciaron sus padres, por lo que se mudó con su madre a Washington D. C., a la casa de su abuela, Flora Fosdick.
Hughes empezó a actuar en producciones teatrales siendo niña. Actuando en la escuela a principios de los años 1930, llamó la atención de Clifford Brown, a propietario de una compañía teatral, que le ofreció un papel en una producción itinerante de Las aventuras de Alicia en el país de las maravillas. Actuaba con otra producción itinerante en la compañía de Brown cuando un cazatalentos de los estudios Gaumont British quiso contratarla, lo cual ella rechazó a fin de poder acabar sus estudios.
Tras graduarse en la escuela secundaria en 1937, volvió a la compañía teatral de Brown, donde siguió actuando en varias producciones hasta el verano de 1938, cuando se mudó a Los Ángeles con su madre para seguir su carrera en el cine. Pasó seis meses sin conseguir papeles, y Hughes y su madre hacían planes para volver a Washington D. C., cuando conoció a un agente artístico, Wally Ross. Ross le presentó a Johnny Hyde, de la poderosa agencia William Morris, que le consiguió un contrato con Metro-Goldwyn-Mayer. Así, recibió un pequeño papel sin créditos en la película de 1939 Broadway Serenade.

### Carrera
Después de Broadway Serenade, Hughes hizo otros pequeños papeles en filmes como Mujeres (con Norma Shearer), Dancing Co-Ed (con Lana Turner), y Fast and Furious, dirigido por Busby Berkeley.
En 1940 Hughes fue contratada por 20th Century-Fox, y ese mismo año trabajó con John Barrymore en The Great Profile, un papel que ella consideraba entre sus favoritos. Fox no renovó su contrato en 1943, por lo que al año siguiente actuó empezó a actuar en un nightclub. Sin embargo, pronto fue contratada por Universal Studios para participar en tres películas.
Su papel de mayor fama fue el de antigua novia de Henry Fonda en la película nominada al Premio Oscar The Ox-Bow Incident (1943). Entre las producciones cinematográficas y televisivas en las que participó figuran la película de culto I Accuse My Parents (la cual fue parodiada en Mystery Science Theater 3000), la cinta de Anthony Mann The Great Flamarion (en la que actuó junto a Erich von Stroheim y Dan Duryea), la serie Randall, el justiciero (episodio "Secret Ballot"), The Devil's Henchman, y las series The Abbott and Costello Show, Dragnet y Studio One.
En 1961 Hughes decidió retirarse de la actuación, empezando a trabajar como recepcionista en una consulta de cirugía plástica, aunque alternaba el trabajo con actuaciones en nightclubs. Al siguiente año dirigió y protagonizó la producción llevada a cabo en Los Ángeles de Pajama Top. Durante el resto de la década participó en shows televisivos como Rawhide y Dennis the Menace. En 1970 obtuvo un papel regular en The Red Skelton Show, participando en 11 episodios antes de que el programa finalizara ese año. En 1976 se volvió a retirar del mundo del espectáculo, explicando que estaba "cansada de hacer pruebas para papeles de abuelas sexis". Su última actuación en la pantalla tuvo lugar con la película de 1976 Tanya.
A finales de los años 1970 Hughes abrió un salón de belleza en Canoga Park, California. Cerró el negocio a finales de la siguiente década, empezando entonces a trabajar en la telemercadotecnia, actividad que mantuvo hasta 1991.

### Vida personal
Mientras estuvo contratada con MGM, Hughes tuvo relación con varios actores, entre ellos Lew Ayres, Franchot Tone, Mickey Rooney, y James Stewart. Trabajando para Fox se relacionó con Milton Berle y George Montgomery.
En 1940, y contra los deseos de Fox, Hughes inició una relación con el actor Robert Stack, durando el romance un año. Finalizado el mismo, Hughes se casó con el actor Ted North en 1943, con el que tuvo un hijo, Donald, antes de divorciarse en 1947. El 28 de abril de 1948 se casó con el cantante y actor David Street, del cual se divorció el 23 de enero de 1956. En 1973 Hughes se casó con su mánager, Nicky Stewart, pero la unión acabó igualmente en divorcio a los cuatro años.
Mary Beth Hughes falleció en 1995 en Los Ángeles, California, por causas naturales a los setenta y cinco años.

## Filmografía

### Cine
- 1939 : Within the Law
- 1939 : Broadway Serenade
- 1939 : The Kid from Texas
- 1939 : Bridal Suite
- 1939 : These Glamour Girls
- 1939 : Mujeres
- 1939 : Dancing Co-Ed
- 1939 : Fast and Furious
- 1939 : The Covered Trailer
- 1940 : Free, Blonde and 21
- 1940 : Star Dust
- 1940 : Four Sons
- 1940 : Lucky Cisco Kid
- 1940 : The Great Profile
- 1941 : Sleepers West
- 1941 : Ride on Vaquero
- 1941 : The Great American Broadcast
- 1941 : The Cowboy and the Blonde
- 1941 : Dressed to Kill
- 1941 : Charlie Chan in Rio
- 1941 : Design for Scandal
- 1942 : Blue, White and Perfect
- 1942 : The Night Before the Divorce
- 1942 : Orchestra Wives
- 1942 : The Ox-Bow Incident
- 1942 : Over My Dead Body
- 1943 : Good Morning, Judge
- 1943 : Follow the Band
- 1943 : Melody Parade
- 1943 : Never a Dull Moment
- 1944 : Timber Queen
- 1944 : Men on Her Mind
- 1944 : Take It Big
- 1944 : I Accuse My Parents
- 1945 : The Great Flamarion
- 1945 : Rockin' in the Rockies
- 1945 : The Lady Confesses
- 1948 : Caged Fury
- 1948 : Waterfront at Midnight
- 1948 : The Return of Wildfire
- 1948 : Joe Palooka in Winner Take All
- 1948 : Inner Sanctum
- 1948 : Last of the Wild Horses
- 1949 : El Paso
- 1949 : Rimfire
- 1949 : Grand Canyon
- 1949 : The Devil's Henchman
- 1949 : Square Dance Jubilee
- 1949 : Riders in the Sky
- 1950 : Young Man with a Horn
- 1950 : Holiday Rhythm
- 1951 : Passage West
- 1951 : Close to My Heart
- 1954 : Highway Dragnet
- 1954 : Loophole
- 1955 : Las Vegas Shakedown
- 1955 : Dig That Uranium
- 1957 : Gun Battle at Monterey
- 1971 : The Blue Hour
- 1971 : How's Your Love Life?
- 1974 : The Working Girls
- 1976 : Tanya

### Televisión
- 1950 : Nash Airflyte Theatre, 1 episodio
- 1951 : The Adventures of Ellery Queen, 1 episodio
- 1952 : Not for Publication, 1 episodio
- 1953 : The Philco Television Playhouse, 1 episodio
- 1953 : Racket Squad, 1 episodio
- 1953 : The Abbott and Costello Show, 1 episodio
- 1952 y 1953 : My Hero, 2 episodios
- 1953 y 1954 : Big Town, 2 episodios
- 1954 : Ford Theatre, 1 episodio
- 1954 : The Public Defender, 1 episodio
- 1954 : The Lone Wolf, 1 episodio
- 1954 : Fireside Theater, 1 episodio
- 1955 : The Man Behind the Badge, 1 episodio
- 1955 : The Eddie Cantor Comedy Theater, 1 episodio
- 1955 : Front Row Center, 2 episodios
- 1955-1970 : The Red Skelton Show, 11 episodios
- 1956 : Dragnet, 1 episodio
- 1957 : The Eve Arden Show, 1 episodio
- 1957 : Colt .45, 1 episodio
- 1958 : Playhouse 90, 1 episodio
- 1958 : December Bride, 1 episodio
- 1958 : Studio One, 1 episodio
- 1958 : Buckskin, 1 episodio
- 1958 : Pursuit, 1 episodio
- 1958 y 1959 : The Thin Man, 2 episodios
- 1958 : Frontier Doctor, 1 episodio
- 1959 : Las aventuras de Rin tin tin, 1 episodio
- 1959 y 1963 : Rawhide, 2 episodios
- 1959 : Randall, el justiciero, 1 episodio
- 1961 : The Deputy, 1 episodio
- 1961 : Dennis the Menace, 1 episodio
- 1961 : Holiday Lodge, 1 episodio